# Hồ Słupca
Hồ Słupca (tiếng Ba Lan: Jezioro Słupeckie) là một hồ chứa nhân tạo nằm ở tỉnh Wielkopolska ở trung tâm miền tây Ba Lan. Nó được tạo ra vào năm 1955 như một trung tâm giải trí trên mảnh đất của mỏ than bùn cũ. Nó có diện tích là 258 ha, với 0,9 km chiều rộng và chiều dài là 3,6   km.
Hồ, được nuôi dưỡng bởi nguồn nước từ sông Meszna, nằm ở rìa thị trấn Słupca, và từ lâu đã là nơi phát triển đô thị. Từ phía nam, hồ giáp với Công viên thị trấn Słupca, với nhà hát, trường bắn và hai sân vận động. Trong thời gian gần đây, nhờ sự cải thiện đáng kể của nền kinh tế cộng đồng chủ yếu do sự gần gũi của thành phố Poznań, xung quanh hồ là những căn hộ và nhà ở của tầng lớp trung lưu mới.

## Hoạt động du lịch
Trong quá khứ, Hồ là một địa điểm dành cho các cuộc đua thuyền máy, và là một điểm đến du lịch hoạt động phổ biến. Trong số các môn thể thao được thi đấu, người ta có thể tìm thấy chèo thuyền, lướt sóng, bơi lội và đua thuyền buồm giữa các môn thể thao khác. Các môn thể thao dưới nước như lặn biển hoặc lặn với ống thở không bao giờ được thiết lập tốt vì cả độ sâu của hồ chỉ dài tới 2,5 mét và nước bùn. Người ta thường nói rằng nước hồ Słupca có tác dụng chữa bệnh. Vì lý do này, mỗi mùa hè, một số lượng lớn khách du lịch từ khắp Ba Lan thường đến thị trấn để tận dụng danh tiếng của nó.
Tuy nhiên, gần đây, sự phổ biến của hồ đã giảm sau khi vùng nước của nó được tuyên bố là không phù hợp để bơi lội. Mặc dù có một số hành động do chính quyền lãnh đạo để thúc đẩy hồ, cả doanh nghiệp và khách du lịch đều mất hứng thú với sự phát triển của hồ. Hiện nay, nó là một địa điểm câu cá phổ biến nhờ vào số lượng đáng kể của cá nước ngọt như cá chép, cá chình, perchs và cá viền đỏ. Chạy bộ, đi bộ và đi xe đạp là một trong những hoạt động phổ biến nhất dọc theo bờ hồ dành cho người dân địa phương. Ngay tại hồ, một hội trường vũ trường nổi tiếng 'Ma trận' mở cửa hầu như mỗi ngày và phục vụ hầu hết khẩu vị của mọi người, với đồ giải khát, thức ăn quốc tế, đồ uống và tất nhiên là âm nhạc lội cuốn.